# کنت چناو
کنت چناو (به انگلیسی: Kenneth Chenault) (زاده ۲ ژوئن ۱۹۵۱) کارآفرین، بانکدار و مدیر ارشد اجرایی آمریکایی است، که اکنون به‌عنوان مدیر عامل اجرایی و رییس هیئت مدیره شرکت آمریکن اکسپرس فعالیت می‌کند. وی از اعضای هیئت مدیره شرکت رایانه‌ای آی‌بی‌ام نیز می‌باشد.